# Russische Squashnationalmannschaft
Die russische Squashnationalmannschaft ist die Gesamtheit der Kader des russischen Squashverbandes (russisch Федерация сквоша России Federazija skwoscha Rossii). In ihm finden sich russische Sportler wieder, die ihr Land sowohl in Einzel- als auch in Teamwettbewerben national und international im Squashsport repräsentieren.

## Historie

### Herren
Russland nahm an Europameisterschaften mit einer Mannschaft erstmals 2002 teil und erreichte den 20. Platz. 2003 und 2004 belegte sie als 21. bzw. 23. den letzten Platz, ebenso 2005 wieder mit Rang 21. 2006 schloss sie das Turnier als 23. genauso auf dem vorletzten Platz ab wie 2007 auf Rang 26. Nach weiteren Teilnahmen mit Ergebnissen am Ende der Platzierungsliste erreichte die Mannschaft 2011 erstmals wieder mit Rang 23 ein Ergebnis, bei dem sie mehrere andere Mannschaften hinter sich ließ. Es folgten wiederum mehrere Turniere mit schwächeren Resultaten. Aufgrund des Russischen Überfalls auf die Ukraine wurde die Mannschaft 2022 ebenso wie die aus Belarus von der Teilnahme an allen Turnieren der European Squash Federation bis auf Weiteres ausgeschlossen. Die Mannschaft war zudem mehrfacher Teilnehmer beim European Nations Challenge Cup, ohne dort jedoch einmal das Finale zu erreichen.
2003 gab die Mannschaft ihr Debüt bei einer Weltmeisterschaft. Sie belegte ohne eigenen Sieg bei gleichzeitig sechs Niederlagen den 30. und damit letzten Platz. Bei ihrer zweiten Teilnahme im Jahr 2007 gelang der Mannschaft gegen Venezuela und Taiwan ihre ersten beiden Siege und erreichte Rang 27. Ihre dritte und bislang letzte Weltmeisterschaft bestritt die russische Mannschaft 2013 und blieb dort wie schon 2003 ohne Sieg. Sie schloss das Turnier auf Rang 28 ab.

### Damen
Die Damenmannschaft war ebenfalls beim European Nations Challenge Cup regelmäßiger Teilnehmer und erreichte 2005 das Finale, das gegen Norwegen verloren ging. Ihre erste Teilnahme an Europameisterschaften erfolgte 2007 und beendete diese mit Rang 18, was gleichzeitig der letzte Platz war. 2008 verbesserte sie sich zunächst auf Platz 17, kam dann aber ein Jahr darauf nicht über den 21. und letzten Platz hinaus. Die beiden nächsten Teilnahmen 2011, 2013 und 2017 beendete die Mannschaft jeweils auf Rang 19. 2018 gelang ein 16. Platz, den sie 2019 als 17. knapp nicht wiederholen konnte. 2022 war die Damenmannschaft ebenso wie die Herrenmannschaft von der Teilnahme an der Europameisterschaft ausgeschlossen.
An Weltmeisterschaften nahm die Mannschaft bislang nicht teil.

## WM-Bilanz
| Herren                            |                   |                    |                    |                    |                    |
| Jahr                              | Austragungsort    | Runde              | Platzierung        | Siege              | Niederlagen        |
| 1967 bis 2001: nicht teilgenommen |                   |                    |                    |                    |                    |
| 2003                              | Wien              | Gruppenphase       | 30.                | 0                  | 6                  |
| 2005                              | Islamabad         | nicht teilgenommen | nicht teilgenommen | nicht teilgenommen | nicht teilgenommen |
| 2007                              | Chennai           | Gruppenphase       | 27.                | 2                  | 5                  |
| 2009                              | Odense            | nicht teilgenommen | nicht teilgenommen | nicht teilgenommen | nicht teilgenommen |
| 2011                              | Paderborn         | nicht teilgenommen | nicht teilgenommen | nicht teilgenommen | nicht teilgenommen |
| 2013                              | Mülhausen         | Gruppenphase       | 28.                | 0                  | 6                  |
| 2015                              | Kairo             | nicht teilgenommen | nicht teilgenommen | nicht teilgenommen | nicht teilgenommen |
| 2017                              | Marseille         | nicht teilgenommen | nicht teilgenommen | nicht teilgenommen | nicht teilgenommen |
| 2019                              | Washington, D.C.  | nicht teilgenommen | nicht teilgenommen | nicht teilgenommen | nicht teilgenommen |
| Gesamt                            | 1 / 26 Teilnahmen | 1 / 26 Teilnahmen  | 0 Titel            | 2                  | 17                 |